# Gustav Groß (Politiker, 1852)
Karl Gustav Groß (* 28. Juni 1852 in Reutlingen; † 26. Juni 1944 ebenda) war ein deutscher Unternehmer in der Textilindustrie sowie Kommunal- und Landes-Politiker.

## Familie
Gustav Groß war der Sohn des Reutlinger Kaufmanns Gustav Groß (1824–1888) und dessen Ehefrau Rosine Paulina Groß geb. Finck (1830–1910). Er hatte vier Geschwister. Seit 1882 war er mit Carolina geb. Steinbring (1859–1927) verheiratet; sie hatten zwei Kinder.

## Leben und Werk
Gustav Groß besuchte die Lateinschule und die Oberrealschule in Reutlingen. Anschließend studierte er von 1869 bis 1871 am Polytechnikum Stuttgart. 1871 und 1972 besuchte er die Webschule in Mülhausen im Elsass. 1872/1873 absolvierte er seinen Militärdienst als Einjährig-Freiwilliger beim  8. Württembergischen Infanterieregiment Nr. 126 (später: Infanterie-Regiment „Großherzog Friedrich von Baden“ (8. Württembergisches) Nr. 126) in Straßburg im Elsass. Seit 1874 war Gustav Groß Tuchfabrikant in Reutlingen.
Daneben war er von 1892 bis 1902 Kommandant der Freiwilligen Feuerwehr Reutlingen. Groß nahm aktiven Anteil am Entstehen des Technikums für Textilindustrie und war von 1918 bis 1925 Vorsitzender des Aufsichtsrats des ehemaligen Webschulvereins. Anlässlich der Verleihung der Ehrenbürgerwürde betonte die Stadt Reutlingen besonders seine Verdienste um das Reutlinger Altersheim.

## Politik
Groß war seit 1890 Mitglied des Bürgerausschusses und später des Gemeinderats in Reutlingen. Er wurde 1912 im Wahlkreis Reutlingen (Stadt) in den württembergischen Landtag gewählt. Er war Mitglied der Demokratischen Volkspartei.
1918 war er Gründungsmitglied der Deutschen Demokratischen Partei. Nach dem Ende der Monarchie war Groß von 1919 bis 1920 Mitglied der Verfassunggebenden Landesversammlung und damit an der Gründung des Volksstaats Württemberg maßgeblich beteiligt.

## Ehrungen
- 1929 verlieh die Stadt Reutlingen Gustav Groß die Ehrenbürgerwürde.
- Außerdem benannte die Stadt Reutlingen eine Straße (Gustav-Groß-Straße) nach ihm.